# Клаузиус, Рудольф Юлиус Эмануэль
Рудольф Юлиус Эммануэль Кла́узиус  (нем. Rudolf Julius Emanuel Clausius, имя при рожд. — Рудольф Готтлиб (нем. Rudolf Gottlieb); 2 января 1822, Кёслин (ныне — Кошалин) — 24 августа 1888, Бонн) — немецкий физик, механик и математик.

## Биография
Университетское образование Клаузиус получил в Берлине.
Первая работа Клаузиуса по механической теории тепла была опубликована в 1850 году. В этом же году в сентябре он получил приглашение на должность профессора физики в берлинскую Королевскую артиллерийскую и инженерную школу (нем. Koenigliche Artillerie- und Ingenieurschule). С 1855 года — занимал кафедру математической физики в Швейцарской Политехнической школе, тогда же получил назначение в университет Цюриха. В 1867 году он принял приглашение на должность профессора в Вюрцбургском университете, а с 1869 года был профессором в Бонне.
19 мая 1865 года за научные исследования был избран членом-корреспондентом Французской академии наук (секция механики).

## Наследие
Славу Клаузиусу создали его работы по теоретической термодинамике, до него бывшей в младенческом периоде развития; лишь благодаря трудам Клаузиуса, одновременно с работами Джоуля, Гельмгольца и Ренкина, термодинамика получила окончательную разработку.
В работе «О движущей силе теплоты и о законах, которые можно отсюда получить для теории теплоты», опубликованной в 1850 г., Клаузиус исправил теорию тепловых двигателей Карно, сформулированную автором в терминах теплорода, в соответствии с работами Джоуля о механическом эквиваленте теплоты, и сформулировал утверждение, которое позднее назвал тепловой аксиомой: «Теплота сама собой не может переходить от тела холодного к телу горячему». Тепловая аксиома Клаузиуса стала первой формулировкой второго начала термодинамики, ныне известной сейчас как формулировка Клаузиуса. В ряде последующих работ по механической теории тепла Клаузиус уточнил свою формулировку второго начала и доказал несколько новых теорем, носящих теперь его имя.
В 1865 г. появилась работа «О различных удобных для применения формах второго начала математической теории теплоты», в которой Клаузиус ввёл важнейшее для термодинамики понятие энтропии.
Благодаря ясности изложения Клаузиуса механическая теория тепла в самом начале своего развития стала применяться и к объяснению явлений из совершенно другой области научного знания. Так, в 1867 г. устанавливается аналогия между испарением и разложением химических соединений.
Кроме указанных исследований, Клаузиус известен также работами по упругости тел, по оптике и динамическому электричеству. В механику Клаузиус ввёл важное понятие вириала (1870 г.).
Труды К. по механической теории тепла появлялись в форме статей в «Poggendorffs Annalen» (1848—62) и собраны в классическом «Abhandlung über die mechanische Wärmetheorie» (Braunschweig, 1864—67, 2 т.; последнее издание в 1887 г.).
Статьи, касающиеся других областей физики и математики, Клаузиус печатал во многих журналах:
- «Journal de Crelle»,
- «Philosoph. Magaz.»,
- «Journal Matem. Liouville»,
- «Comptes Rendus» парижской академии наук.

Отдельно опубликованы:
- «Ueber das Wesen der Wärme verglich. mit Licht und Schall» (Цюрих, 1857);
- «Die Potentialfunction und das Potential» (Лейпциг, 1859; 4 изд., 1885).

## Память
В 1935 году Международный астрономический союз присвоил имя Рудольфа Клаузиуса кратеру на видимой стороне Луны.